# Àrea metropolitana de Monterrey

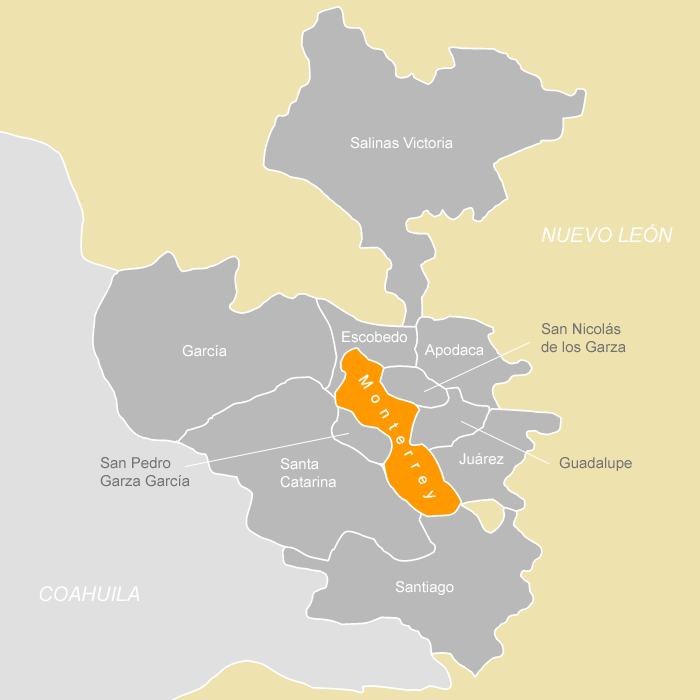
Delimitació de l'àrea metropolitana de Monterey

L'àrea metropolitana de Monterrey és la tercera àrea metropolitana més gran de Mèxic en població, i la segona en superfície. És situada al nord del país, a l'estat de Nuevo León. Està integrada per la ciutat central, Monterrey, i els municipis adjacents d'Apodaca, Escobedo, García, Guadalupe, Juárez, Salinas Victoria, San Nicolás de los Garza, San Pedro Garza García, Santa Catarina i Santiago. El 2005 tenia 3,6 habitants, 1,1 dels quals vivien a la ciutat de Monterrey.
L'àrea metropolitana de Monterrey és un important centre industrial del nord del país, i una de les més riques de l'Amèrica Llatina. La seva activitat econòmica representa el 95% del Producte interior brut de l'estat de Nuevo León, i el 30% de totes les exportacions manufactureres de Mèxic. Ha estat catalogada com la tercera ciutat més important per fer negocis de l'Amèrica Llatina, i amb un dels PIB per capita més elevats de la regió.